# Expressió lingüística
Una expressió lingüística és un pensament traduït en llenguatge verbal oral o escrit que pot ser entès per un interlocutor, sigui una paraula sola o una frase (usualment es reserva el terme "mot" per a les paraules, mentre que les expressions són construccions més àmplies, com ara una locució, un sintagma o una oració). L'expressió té una unitat de significat que es tradueix com un tot en un altre idioma i apareix com a entrada lexicogràfica. Alguns teòrics l'anomenen lèxia quan es refereixen a la construcció emmagatzemada a la ment.